# Lyons (Kansas)
Lyons é uma cidade localizada no estado americano de Kansas, no Condado de Rice.

## Demografia
Segundo o censo americano de 2000, a sua população era de 3732 habitantes.
Em 2006, foi estimada uma população de 3489, um decréscimo de 243 (-6.5%).

## Geografia
De acordo com o United States Census Bureau tem uma área de
5,6 km², dos quais 5,6 km² cobertos por terra e 0,0 km² cobertos por água. Lyons localiza-se a aproximadamente 497 m acima do nível do mar.

## Localidades na vizinhança
O diagrama seguinte representa as localidades num raio de 20 km ao redor de Lyons.